# 勒乌尔姆
勒乌尔姆（法語：Le Houlme，法語發音：[lə ulm]）是法国滨海塞纳省的一个市镇，属于鲁昂区。

## 地理
勒乌尔姆（49°30'29"N, 1°2'10"E）面积2.97 平方千米，位于法国诺曼底大区滨海塞纳省，该省份为法国北部沿海省份，其西部及北部濒大西洋英吉利海峡，东起顺时针与索姆省、瓦兹省、厄尔省和卡爾瓦多斯省接壤。
与勒乌尔姆接壤的市镇（或旧市镇、城区）包括：马洛奈、乌普维尔、邦德维尔圣母镇、圣让迪卡尔多奈。

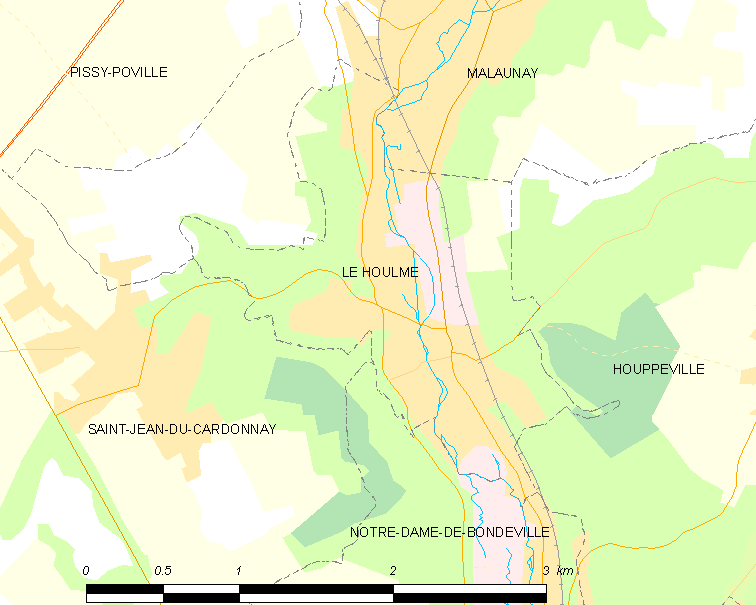
勒乌尔姆的OSM定位图

勒乌尔姆的时区为UTC+01:00、UTC+02:00（夏令时）。

## 行政
勒乌尔姆的邮政编码为76770，INSEE市镇编码为76366。

## 政治
勒乌尔姆所属的省级选区为邦德维尔圣母镇县。

## 人口

1962-2008年间勒乌尔姆人口变化图示

勒乌尔姆于2022年1月1日时的人口数量为4127人。